# Capoulet-et-Junac
Capoulet-et-Junac település Franciaországban, Ariège megyében. Lakosainak száma 191 fő (2022. január 1.). Capoulet-et-Junac Alliat, Illier-et-Laramade, Lapège, Miglos, Niaux és Siguer községekkel határos.

## Népesség
A település népességének változása:
| Lakosok száma | 189  | 158  | 194  | 177  | 179  | 170  | 168  | 183  | 190  | 191  |
|               | 1968 | 1982 | 1990 | 2006 | 2013 | 2015 | 2017 | 2019 | 2020 | 2022 |